# Palicourea kirkbrideae
Palicourea kirkbrideae là một loài thực vật có hoa trong họ Thiến thảo. Loài này được C.M.Taylor mô tả khoa học đầu tiên năm 2000.